# کارولینه شوخ
کارولینه شوخ (آلمانی: Karoline Schuch؛ زادهٔ ۱۹ اکتبر ۱۹۸۱) هنرپیشه اهل آلمان است.